# Cormeilles (Eure)
Pour les articles homonymes, voir Cormeilles.
Cormeilles est une commune française située dans le département de l'Eure en région Normandie.
Ses habitants sont appelés les Cormeillais.

## Géographie

### Localisation
Cormeilles est une commune située dans l'Ouest du département de l'Eure et limitrophe de celui du Calvados. Selon l'atlas des paysages de Haute-Normandie, elle appartient à l'unité paysagère de la vallée de la Calonne. Toutefois, l'Agreste, le service de la statistique et de la prospective du ministère de l'Agriculture, de l'Agroalimentaire et de la Forêt, la classe au sein du pays d'Auge (en tant que région agricole). Elle est à 68 km au nord-ouest d'Évreux, à 19 km au nord-est de Lisieux, à 17 km au sud-est de Pont-l'Évêque et à 17 km au sud-ouest de Pont-Audemer.

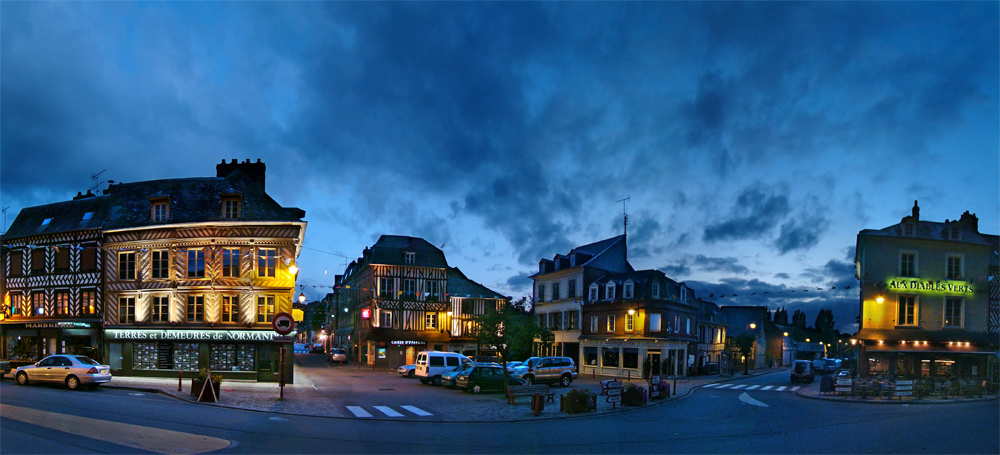

|                            | Saint-Pierre-de-Cormeilles |                               |
| Saint-Pierre-de-Cormeilles | Cormeilles                 | Saint-Sylvestre-de-Cormeilles |
|                            | Saint-Pierre-de-Cormeilles |                               |

### Hydrographie
La commune est située dans le bassin Seine-Normandie. Elle est drainée par la Calonne, le Douet Tourtelle et le cours d'eau 01 de la Vallée au Lièvre,,.
La Calonne, d'une longueur de 45 km, prend sa source dans la commune du Planquay et se jette  dans la Touques à Pont-l'Évêque, après avoir traversé 19 communes.

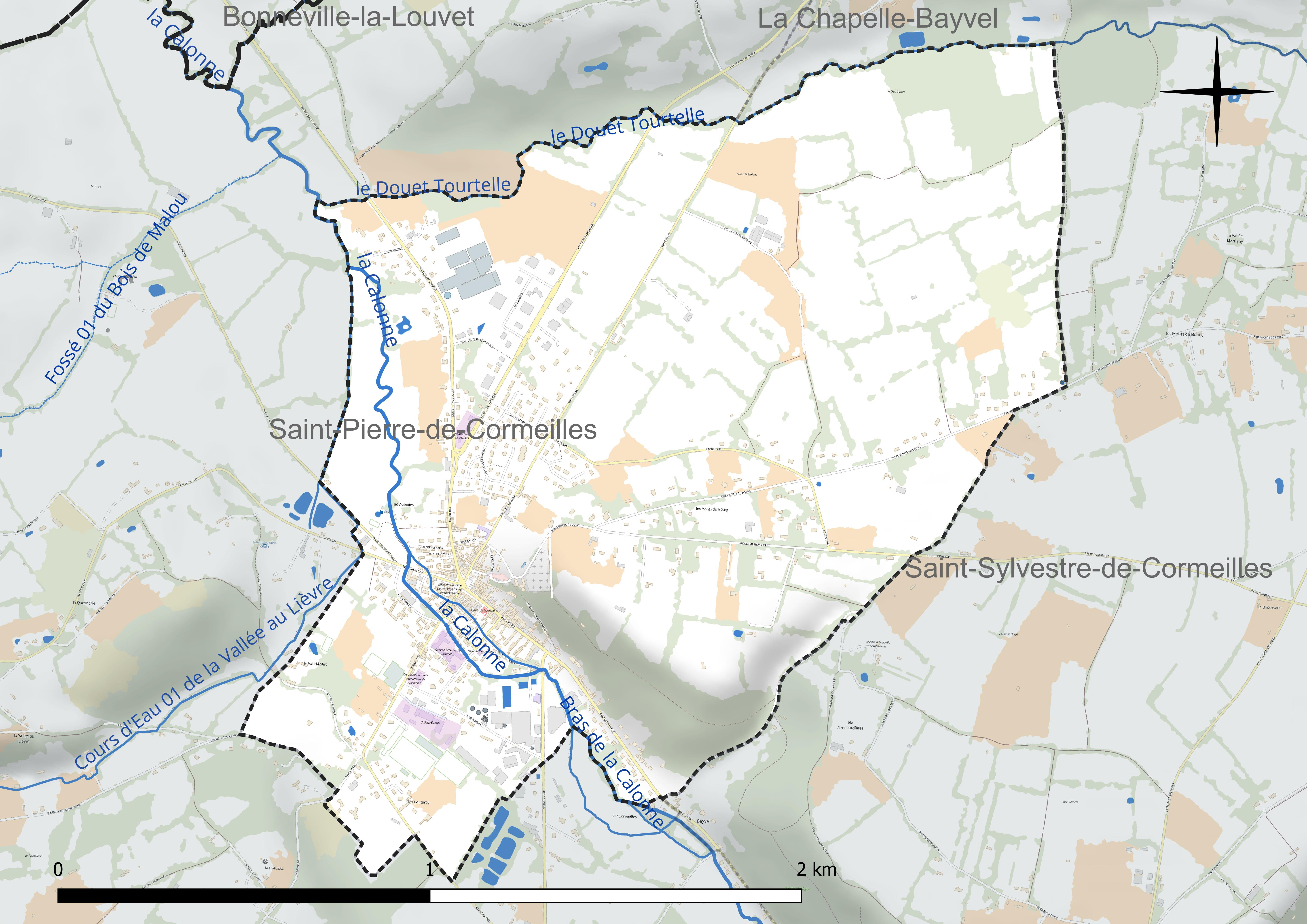
Réseau hydrographique de Cormeilles.

### Climat
Pour des articles plus généraux, voir Climat de la Normandie et Climat de l'Eure.
En 2010, le climat de la commune est de type climat océanique altéré, selon une étude du CNRS s'appuyant sur une série de données couvrant la période 1971-2000. En 2020, Météo-France publie une typologie des climats de la France métropolitaine dans laquelle la commune est exposée à un climat océanique et est dans la région climatique  Côtes de la Manche orientale, caractérisée par un faible ensoleillement (1 550 h/an) ; forte humidité de l’air (plus de 20 h/jour avec humidité relative > 80 % en hiver), vents forts fréquents. Parallèlement le GIEC normand, un groupe régional d’experts sur le climat, différencie quant à lui, dans une étude de 2020, trois grands types de climats pour la région Normandie, nuancés à une échelle plus fine par les facteurs géographiques locaux. La commune est, selon ce zonage, exposée à un « climat contrasté des collines », correspondant au pays d'Auge, Lieuvin et Roumois, moins directement soumis aux flux océaniques et connaissant toutefois des précipitations assez marquées en raison des reliefs collinaires qui favorisent leur formation.
Pour la période 1971-2000, la température annuelle moyenne est de 10,5 °C, avec une amplitude thermique annuelle de 13,6 °C. Le cumul annuel moyen de précipitations est de 872 mm, avec 12,8 jours de précipitations en janvier et 8,3 jours en juillet. Pour la période 1991-2020, la température moyenne annuelle observée sur la station météorologique la plus proche, située sur la commune de Lieurey à 9 km à vol d'oiseau, est de 11,3 °C et le cumul annuel moyen de précipitations est de 893,1 mm,. Pour l'avenir, les paramètres climatiques de la commune estimés pour 2050 selon différents scénarios d’émission de gaz à effet de serre sont consultables sur un site dédié publié par Météo-France en novembre 2022.

## Urbanisme

### Typologie
Au 1er janvier 2024, Cormeilles est catégorisée bourg rural, selon la nouvelle grille communale de densité à 7 niveaux définie par l'Insee en 2022.
Elle est située hors unité urbaine et hors attraction des villes,.

### Occupation des sols
L'occupation des sols de la commune, telle qu'elle ressort de la base de données européenne d’occupation biophysique des sols Corine Land Cover (CLC), est marquée par l'importance des territoires agricoles (72,7 % en 2018), en diminution par rapport à 1990 (79,9 %).
La répartition détaillée en 2018 est la suivante : prairies (72,5 %), zones urbanisées (24 %), forêts (3,2 %), zones agricoles hétérogènes (0,3 %).

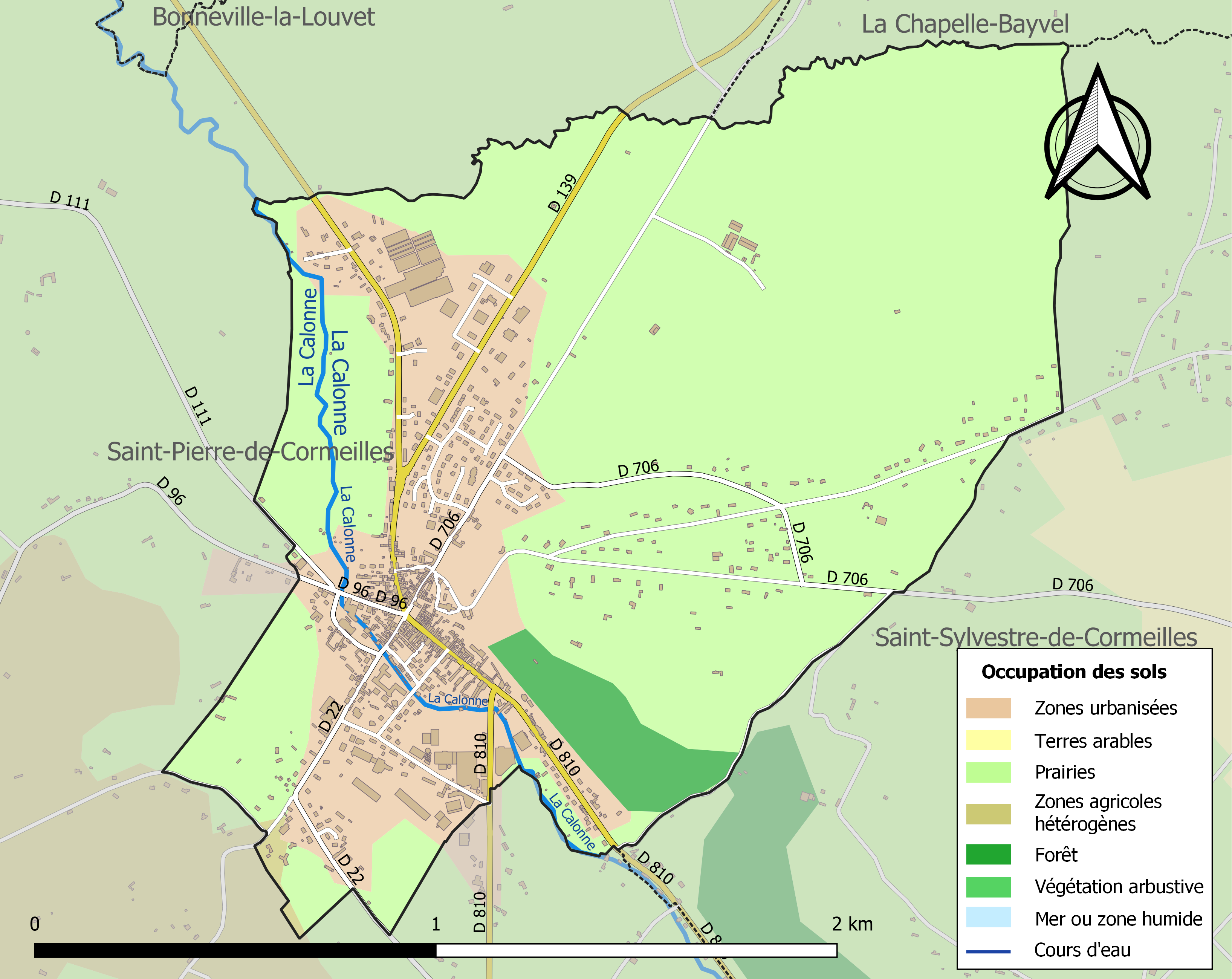
Carte des infrastructures et de l'occupation des sols de la commune en 2018 (CLC).

L'évolution de l’occupation des sols de la commune et de ses infrastructures peut être observée sur les différentes représentations cartographiques du territoire : la carte de Cassini (XVIIIe siècle), la carte d'état-major (1820-1866) et les cartes ou photos aériennes de l'IGN pour la période actuelle (1950 à aujourd'hui).

## Toponymie
Le nom de la localité est attesté sous les formes Cormeliæ en 1060 (Orderic Vital), Cormelias en 1105, Cormelliæ en 1234 (registre de Philippe Auguste).
Le toponyme Cormeilles est issu de l'ancien français cormeille « cormier », pluriel de l'oïl cormeille « sorte de fruit », qui a dû signifier « sorbier, ensemble de sorbiers » et qui est un dérivé de l'oïl corme, d'origine gauloise : du latin populaire corma, du gaulois curmi « cervoise » (cf. irlandais coirm, gallois cwrwf, breton korev), en raison de l'ancien cidre de cormes.

## Histoire
Bourg compris dans le domaine ducal normand et donné au XIIe siècle à Raoul, comte d'Ivry et de Bayeux. Guillaume Fitz Osbern y fonda au milieu du XIe siècle l'abbaye Notre-Dame qui se trouve actuellement sur le territoire de Saint-Pierre-de-Cormeilles. Celle-ci complètement détruite a sa réplique dans une petite ville anglaise, Shirehampton.[réf. nécessaire]
« Les Cormeilles » : ce qui impliquait l'existence de plusieurs localités réunies en une seule et formant un bourg. Plusieurs paroisses le constituaient : Saint-Pierre, Saint-Sylvestre et Sainte-Croix que la Révolution française a scindé en trois communes bien distinctes : Saint-Pierre-de-Cormeilles, Saint-Sylvestre-de-Cormeilles et Cormeilles. Cormeilles était très réputée pour le travail du lin et au XVIIIe siècle, pour le commerce important de peaux. En effet, le village a compté jusqu'à trente tanneries et six mégisseries. C'était alors le deuxième centre commercial après Pont-Audemer pour le travail des peaux.

## Politique et administration

### Liste des maires successifs
| Période                                  | Période         | Identité         | Étiquette | Qualité                                              |
| ---------------------------------------- | --------------- | ---------------- | --------- | ---------------------------------------------------- |
| 1965                                     | 1971            | Raymond Legendre |           |                                                      |
| avant 1987                               | avant mars 1989 | François Thiron  | DVD       | Notaire, conseiller général (1967-1972 et 1979-1992) |
| mars 1989                                | mars 1995       | Marcel Passavant |           |                                                      |
| mars 1995                                | mars 2001       | Jean Drumare     |           |                                                      |
| mars 2001                                | mars 2008       | Max Bertauld     |           |                                                      |
| mars 2008                                | En cours        | Pascal Cauche    | DVD       | Administrateur de sociétés                           |
| Les données manquantes sont à compléter. |                 |                  |           |                                                      |

### Jumelages

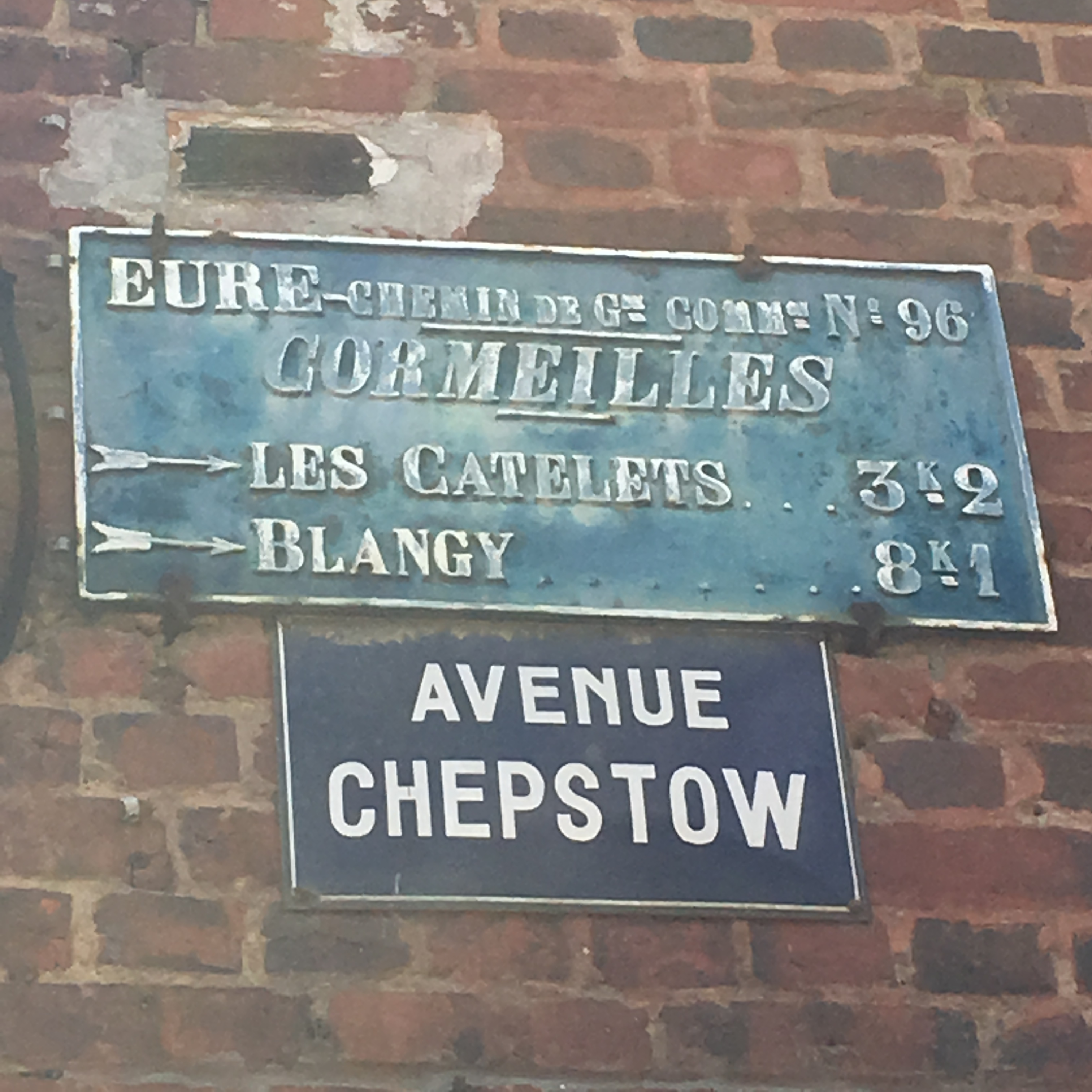
Plaque de rue, témoin du jumelage.

La ville est jumelée avec :
- Düren (Allemagne) depuis 1970[25] ;
- Chepstow (Royaume-Uni) depuis 1976 ;
- Decs (Hongrie) depuis 2001 ;
- Falerone (Italie)[26] ;
- Montappone (Italie).

## Démographie
L'évolution du nombre d'habitants est connue à travers les recensements de la population effectués dans la commune depuis 1793. Pour les communes de moins de 10 000 habitants, une enquête de recensement portant sur toute la population est réalisée tous les cinq ans, les populations de référence des années intermédiaires étant quant à elles estimées par interpolation ou extrapolation. Pour la commune, le premier recensement exhaustif entrant dans le cadre du nouveau dispositif a été réalisé en 2007.

En 2022, la commune comptait 1 136 habitants, en évolution de −1,9 % par rapport à 2016 (Eure : −0,25 %, France hors Mayotte : +2,11 %).
| 1793  | 1800  | 1806  | 1821  | 1831  | 1836  | 1841  | 1846  | 1851  |
| ----- | ----- | ----- | ----- | ----- | ----- | ----- | ----- | ----- |
| 1 214 | 1 161 | 1 141 | 1 301 | 1 331 | 1 391 | 1 373 | 1 467 | 1 450 |

| 1856  | 1861  | 1866  | 1872  | 1876  | 1881  | 1886  | 1891  | 1896  |
| ----- | ----- | ----- | ----- | ----- | ----- | ----- | ----- | ----- |
| 1 447 | 1 426 | 1 385 | 1 320 | 1 268 | 1 247 | 1 216 | 1 240 | 1 214 |

| 1901  | 1906  | 1911  | 1921  | 1926  | 1931  | 1936 | 1946  | 1954  |
| ----- | ----- | ----- | ----- | ----- | ----- | ---- | ----- | ----- |
| 1 208 | 1 263 | 1 159 | 1 176 | 1 160 | 1 032 | 991  | 1 081 | 1 135 |

| 1962  | 1968  | 1975  | 1982  | 1990  | 1999  | 2006  | 2007  | 2012  |
| ----- | ----- | ----- | ----- | ----- | ----- | ----- | ----- | ----- |
| 1 077 | 1 143 | 1 140 | 1 129 | 1 069 | 1 191 | 1 201 | 1 203 | 1 146 |

| 2017  | 2022  | - | - | - | - | - | - | - |
| ----- | ----- | - | - | - | - | - | - | - |
| 1 161 | 1 136 | - | - | - | - | - | - | - |

## Économie

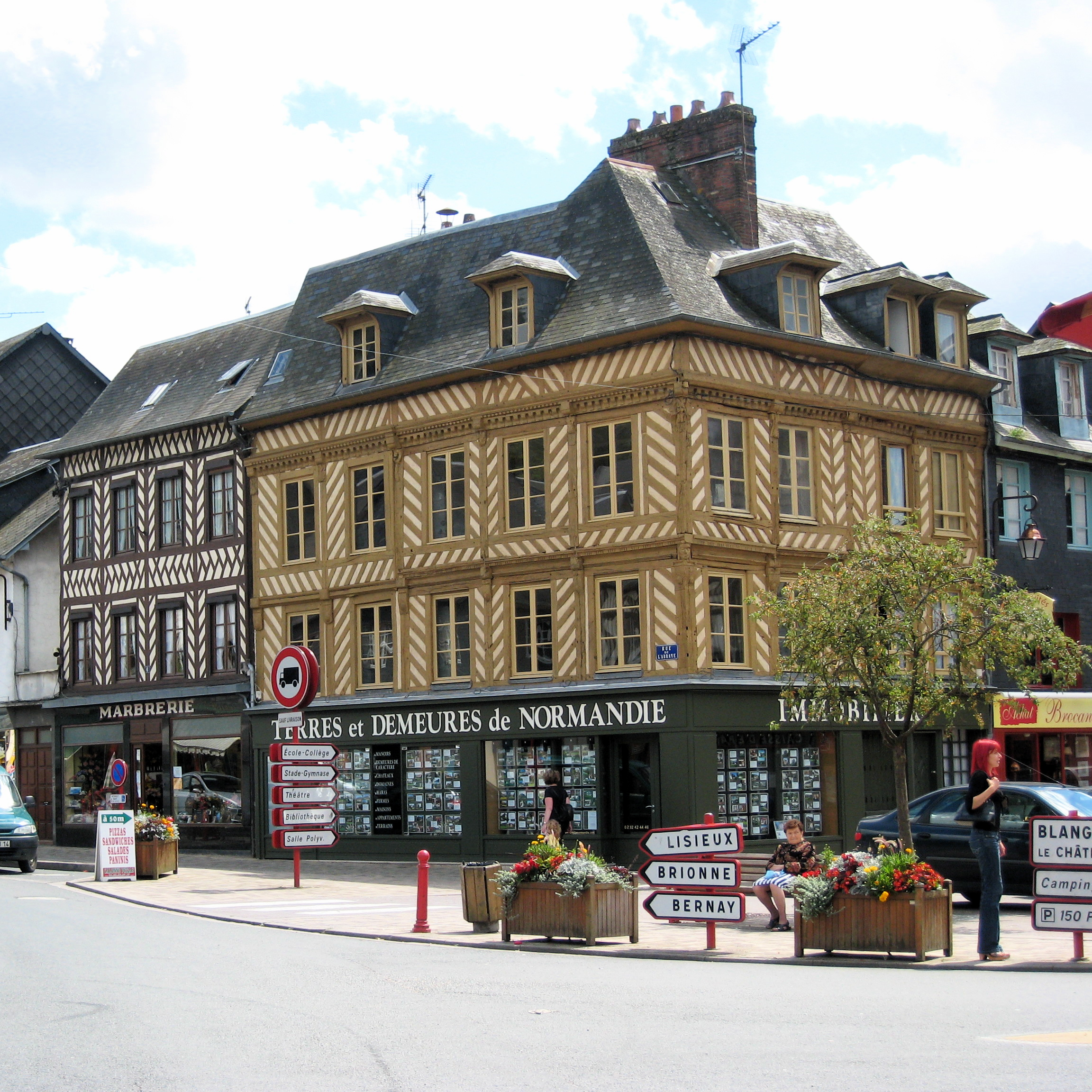
Maisons à colombages sur la place du Général-de-Gaulle.

On trouve à Cormeilles la plus grande distillerie de Calvados de Normandie.
Bien que ce village soit méconnu du grand public, son charme attire quelques touristes français et étrangers. Des visites guidées du village sont proposées par l’office du tourisme et des promenades en charrettes tirées par des chevaux sont aussi proposées. Cormeilles bénéficie du label station verte.
De nombreux commerçants sont présents à Cormeilles et l'activité commerciale y est très soutenue tout au long de l'année. Pendant le deuxième confinement à l'automne 2020, à l'initiative de l'association des commerçants de Cormeilles, un ensemble de boutiques en ligne a été créé. Nommé Cormeilles en drive , il s'agit d'une vitrine des boutiques en ligne des commerçants de Cormeilles afin de leur permettre de poursuivre leur activité à l'approche des fêtes de fin d'année et de proposer des services en cliqué-retiré et en livraison encore peu développés dans la région.

## Culture locale et patrimoine

### Lieux et monuments
Cormeilles compte de nombreux monuments inscrits à l'inventaire général du patrimoine culturel.

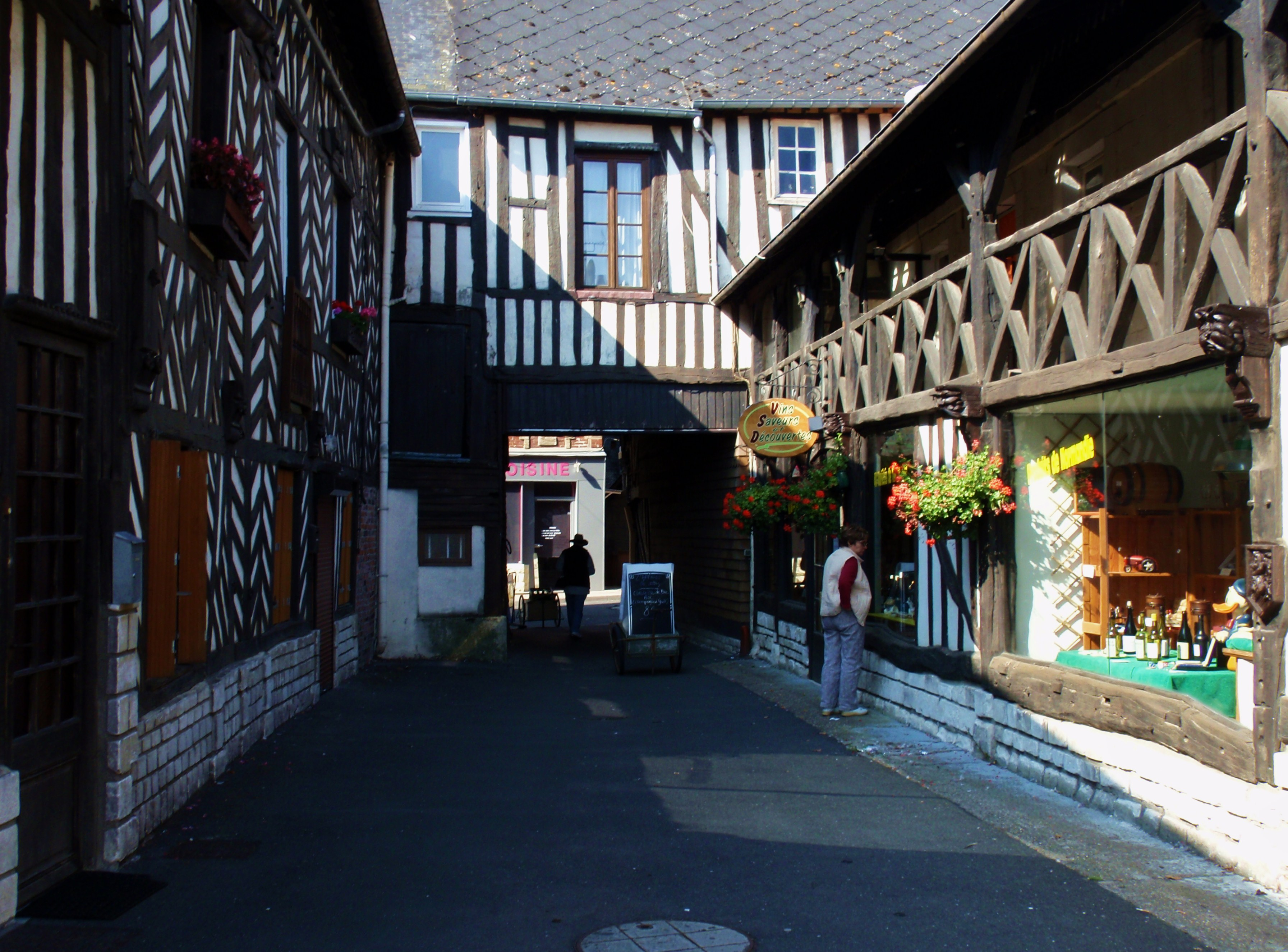
Maisons à colombages.

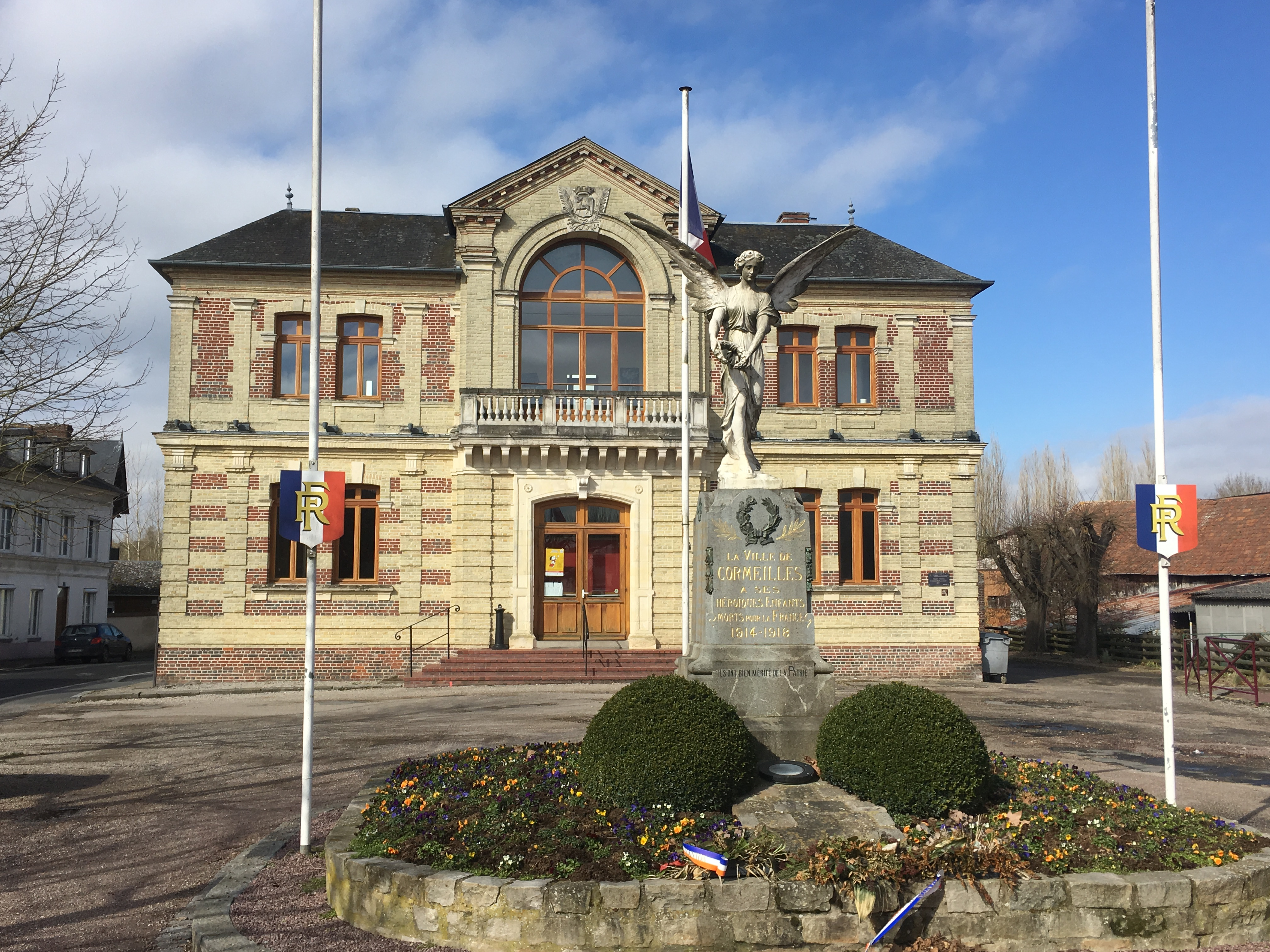
Théâtre de Cormeilles.

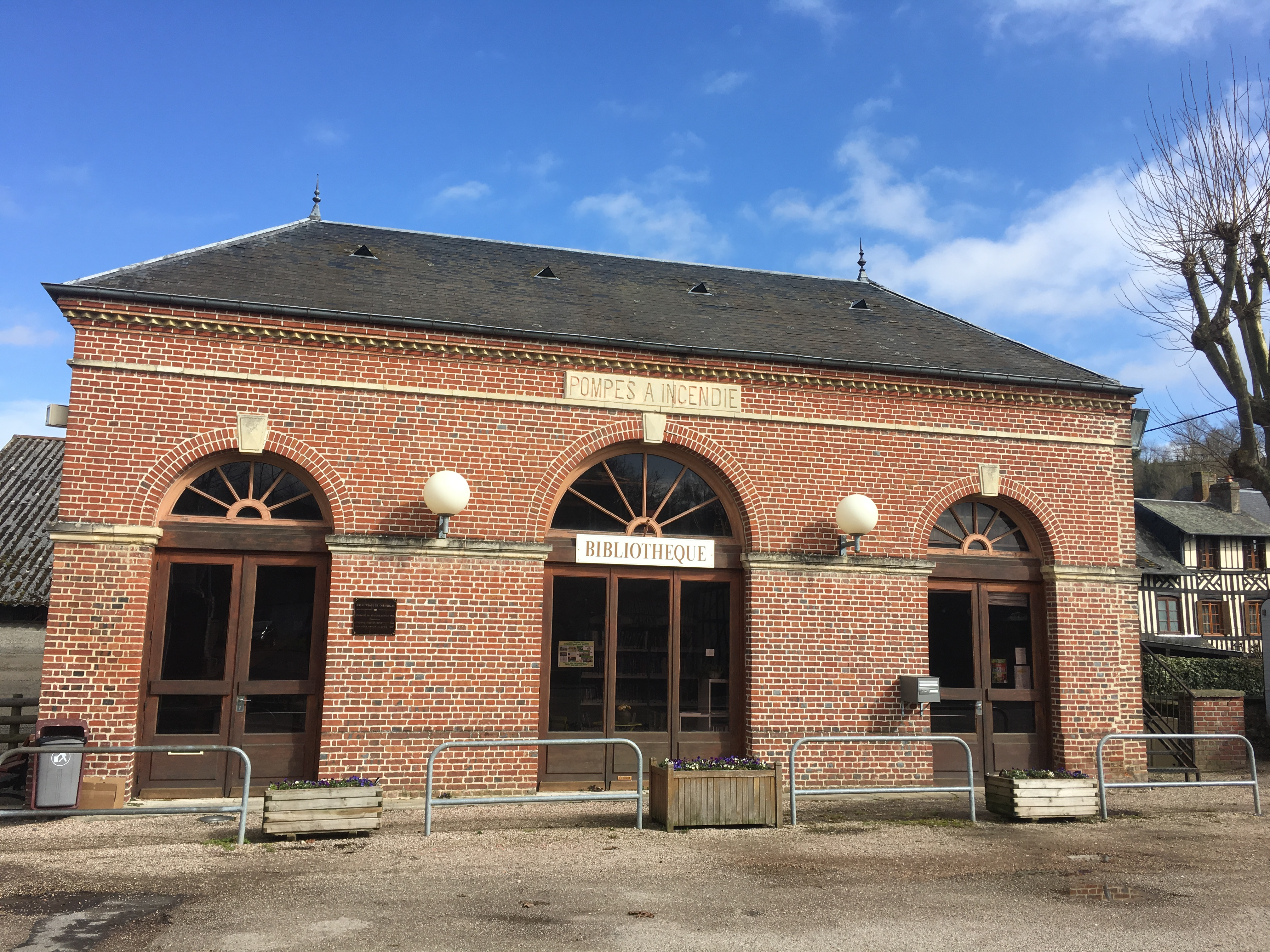
Bibliothèque de Cormeilles

- L'église Sainte-Croix (XIIe et XIXe)[36]. Cette église, située au cœur du quartier du Mont-Mirel, présente la particularité unique en Normandie d'avoir le sol en pente (environ 9 %), mettant ainsi l'autel majeur au niveau des orgues[37] ; l’orgue[38] de 1841 de Georges Luce a été reconstruit en 1903 par C. Mutin[39], et relevé en 1983 par Philippe Hartmann (10 jeux, 2 claviers, pédalier) ; les vitraux, détruits en 1944, ont été remplacés par de nouveaux, exécutés par Guays-Merigot, maîtres verriers à Paris, en 1949.
- L'abbaye Notre-Dame de Cormeilles.
- La mairie (XIXe)[40]. Elle se distingue par une façade avant en pierre tandis que celle de l'arrière est en brique[24].
- Le marché (XIXe)[41].
- La distillerie Busnel (XXe)[42]. Fondée en 1820 par Ernest Busnel, cette distillerie est à l'origine implantée à Pont-l'Évêque. C'est en 1910, sous l'impulsion d'Henri Leblanc, qu'elle s'installe à Cormeilles. Propriété du groupe La Martiniquaise, la distillerie produit environ 1 350 000 bouteilles chaque année. À côté du site de production, un musée dévoile l'ensemble du processus de fabrication du calvados[24].
- Le presbytère (XVIIIe)[43].
- Le monument aux morts (XXe)[44]. Il a été construit vers 1920 sur l'actuelle place Général-de- Gaulle.
- Le théâtre (XIXe)[45],. Il a toujours servi pour des représentations théâtrales mais sert aussi de cinéma depuis les années 1950/60, et chaque été pour le festival des Musicales de Cormeilles[46].
- Un hôtel du XVIIIe siècle[47].
- De nombreuses maisons à colombages[48] datant des XVe, XVIIe et XVIIIe siècles[49].

Autres lieux et édifices
- Le Bonhomme Cormeilles est une sculpture de bois du XVIe siècle représentant la tête d'un homme fumant sa pipe.
- L'ancien relais de poste datant du XVIe siècle. Il présente un balcon à l'italienne ainsi que des sculptures de chevaux[24] ou de loups rageurs.
- Patrimoine hydraulique : un séchoir du XVe siècle équipé d'un système à claire-voie ; plusieurs lavoirs tels que le lavoir du centre-ville ou celui du Frédet[24].

### Patrimoine naturel

#### Natura 2000
- Le haut bassin de la Calonne[50].

#### ZNIEFF de type 1
- Les monts du bourg, le tour du pays d'Auge[51]. Il s'agit d'abord d'un alignement d'arbres traités en têtard qui accueille une  avifaune  cavernicole  menacée  dans  la  région  (Chouette chevêche, Rougequeue à front blanc, Chiroptères, etc.). Ensuite, le talus sur lequel sont plantés ces arbres abrite des fougères telles que la très rare Capillaire noire et une autre peu commune, le Polystic à soie ;
- La colonie de grand murin de Cormeilles[52]. Il s'agit de combles d'habitation d'un particulier abritant des grands murins, une espèce de chauve-souris.

#### ZNIEFF de type 2
- La haute vallée de la Calonne[53].

### Personnalités liées à la commune
- Albert Demangeon, géographe, né à Cormeilles en 1872, passe son enfance à Gaillon (Eure), élève de l'École normale supérieure, professeur à la Sorbonne, mort à Paris en 1940. L'école primaire publique de Cormeilles s'appelle école Albert-Demangeon.
- René Schmitt, homme politique né à Cormeilles en 1903, ancien sous-secrétaire d'État à la Reconstruction.
- Augustin Hébert, inventeur eurois, y est mort.
- Armand-Tranquille Vastine (1818-après 1852), artiste peintre né à Cormeilles[54],[55].
- Charles Malherbe (1853-1911), compositeur, y est mort.

### Héraldique
| Armes de Cormeilles | Ces armes peuvent se blasonner ainsi aujourd’hui : de gueules au cerf d'or. |